# Філ Мерфі
Філіп Да́нтон Мерфі (англ. Philip Dunton Murphy; нар. 16 серпня 1957) — американський політик, губернатор штату Нью-Джерсі з 2018 року.

## Біографія
Здобув ступінь бакалавра в Гарвардському університеті і закінчив Уортонську школу бізнесу Пенсильванського університету. У 1982 році прийшов на стажування в Goldman Sachs, через рік був зарахований у штат і пропрацював у компанії 26 років, у різні часи очолював відділення у Франкфурті-на-Майні і Гонконзі.
У 2000 році переїхав разом з сім'єю з Гонконгу до Мідлтауна (Нью-Джерсі) і у 2005 році залишив роботу в Goldman Sachs. Губернатор Нью-Джерсі Річард Коді в цьому ж році призначив Мерфі керівником групи з вирішення пенсійної кризи в штаті. Однією з рекомендацій групи була приватизація державних активів, яку наступний губернатор, Джон Корзін, намагався, але не зміг втілити в життя. Інші заходи — підвищення пенсійного віку і базові пенсії для великого інтервалу зарплат з часом були втілені в життя. З 2006 по 2009 роки Мерфі очолював фінансову службу Національного комітету Демократичної партії, коли його очолював Говард Дін, і за твердженням самого Мерфі, зміг залучити 300 млн доларів в партійні фонди.
У 2009—2013 роках був послом США в Німеччині, повернувшись в цю країну після роботи в Goldman Sachs у Франкфурті-на-Майні в 1993—1997 роках. Після закінчення дипломатичної місії повернувся в свою консалтингову фірму Murphy Endeavors LLC.
7 листопада 2017 року, набравши 56 % голосів, здобув перемогу на губернаторських виборах у Нью-Джерсі — випередив чинного віцегубернатора Кім Гуаданьо.

## Інтернет-ресурси
- Education Task Force website
- New Jersey Benefits Task Force final report
- United States Diplomatic Mission to Germany: The Ambassador
- June 2013 interview in Frankfurter Rundschau (in German)